# Scott McGough
Scott Thomas McGough (Pittsburgh, 31 de outubro de 1989) é um jogador de beisebol estadunidense, que joga na posição de arremessador (pitcher).

## Carreira
McGough compôs o elenco da Seleção dos Estados Unidos de Beisebol nos Jogos Olímpicos de Verão de 2020 em Tóquio, onde conquistou a medalha de prata após confronto contra a equipe japonesa na final da competição.